# سالفاتوري بوتشيو
سالفاتوري بوتشيو (بالإيطالية: Salvatore Puccio)‏ (و. 1989  م) هو راكب دراجة هوائية، من إيطاليا، ولد في منفي، شارك في طواف إسبانيا، وطواف إسبانيا 2013، وطواف إيطاليا 2014.

## سباقات أو مراحل فاز بها
| التاريخ        | السباق                | المركز                      |
| -------------- | --------------------- | --------------------------- |
| 25 أبريل 2011  | جيرو ديل بلفيدير 2011 |                             |
| 20 مايو 2012   | طواف النرويج 2012     | الثامن في تصنيف أفضل شاب    |
| 13 أكتوبر 2012 | طواف بكين 2012        | الثامن في تصنيف أفضل شاب    |
| 12 مارس 2013   | تيرينو ادرياتيكو 2013 | العاشر في تصنيف أفضل شاب    |
| 08 مارس 2014   | ستراد بينك 2014       | المرتبة 11 في التصنيف العام |
| 23 مارس 2014   | ميلان-سان ريمو 2014   | المرتبة 12 في التصنيف العام |
| 07 مارس 2015   | ستراد بينك 2015       | المرتبة 13 في التصنيف العام |
| 27 فبراير 2016 | طواف نيوشبلاد 2016    | المرتبة 15 في التصنيف العام |

## روابط خارجية
- سالفاتوري بوتشيو على موقع الاتحاد الدولي للدراجات (الإنجليزية)
- سالفاتوري بوتشيو على موقع أرشيف الدراجات (الإنجليزية)
- سالفاتوري بوتشيو على موقع إحصائيات الدراجات الإحترافية (الإنجليزية)
- سالفاتوري بوتشيو على موقع نسبة الدراجات (الإنجليزية)
- سالفاتوري بوتشيو على موقع CycleBase (الإنجليزية)